# دیتون لیل وارد
دیتون لیل وارد (انگلیسی: Deighton Lisle Ward; زاده ۱۶ مهٔ ۱۹۰۹ – درگذشته ۹ ژانویهٔ ۱۹۸۴) سیاست‌مدار اهل باربادوس بود. وی از ۱۷ نوامبر ۱۹۷۶ تا ۹ ژانویه ۱۹۸۴ فرماندار کل باربادوس بود.
دیتون لیل وارد در ۹ ژانویه ۱۹۸۴، در سن ۷۴ سالگی درگذشت.